# Казначейские, настоятельские и келарские кельи Антониева монастыря
Казначейские, настоятельские и келарские кельи — памятник архитектуры. Расположен в Великом Новгороде, в Антониевом монастыре, современный адрес здания — территория Антоново, 3/2 (строение 12).
Здание строилось в несколько этапов. В 1699 году был построен первый этаж казначейских келий (длина здания 30,6 м) с наборными наличниками, в 1701 году — жилые покои настоятеля монастыря на втором этаже с устройством наружной лестницы с крыльцом-рундуком, в 1718 году с юга к зданию пристроили келарские кельи (16,2 м).
У здания двускатная крыша, оно сложено из светло-коричневого кирпича плохого обжига 30-29 x 14,7-15 x 5,5-6,5 см. Лопатки, отражающие снаружи поперечные внутренние стены, делят фасады на прясла, окна в прямоугольных нишах, с двухцентровым завершением, на первом этаже украшены разнообразными наличниками (при реставрации наличники на втором этаже не были сделаны, так как не было обнаружено никаких следов их существования исторически).
У восточного фасада сделано каменное крыльцо на столбах с шатровым завершением. Первый этаж старейшей части здания делится на семь помещений, из которых самое восточное перекрыто лотковым, а остальные — коробовыми сводами, и все — с распалубками. На втором этаже шесть помещений с плоским перекрытием (плоское перекрытие сделано при реставрации в целях экономии, в процессе работ было установлено, что изначально своды были коробовыми с распалубками).
В XIX веке обе части здания перестроили: во время разборки надвратной церкви и больничного корпуса своды второго этажа старейшей части здания были повреждены, разобраны, на месте сводов был сделан накат из брёвен, а стены были надложены с созданием нового карниза. Лопатки, межэтажную тягу срубили, проёмы переделали (в первоначальном виде сохранились только два окна первого этажа), свод сеней и парадное каменное крыльцо разобрали, а внутри сделали междуэтажную деревянную лестницу. Следы этих переделок были обнаружены при реставрации 1956 года, крыльцо было восстановлено в 1958 году по аналогии с другими постройками XVII века.
В келарской части перекрытие шести помещений второго этажа плоское — из-за перестроек XIX века не удалось определить, каким оно было в оригинале. Дверные проёмы и одно окно сделаны в первоначальных формах, остальные — в формах XIX века. На первом этаже два помещения с лотковыми сводами с распалубкой, стены кирпичные (использован кирпич 27-28 x 14-13,5 x 6-6,5 см).
Здание пострадало в Великую Отечественную войну и разрушалось до 1957 года — была утеряна большая часть кровли и перекрытий второго этажа, разрушено 13 центральных метров западной стены, весной 1957 года рухнула восточная стена старейшей части корпуса. Обмеры проводились под руководством Н. Н. Кузьминой, восстановление — под руководством Т. В. Гладенко, на 2008 год здание принадлежало Новгородскому музею-заповеднику и использовалось как жилое.